# Nephrozoa
Nephrozoa is een grote groep van dieren die allemaal behoren tot de groep Bilateria. Ze omvatten de oermondigen (Protostomata) en nieuwmondigen (Deuterostomata). Het zijn dus alle dieren van Bilateria, uitgezonderd de Xenacoelomorpha. Taxonomisch gezien is Nephrozoa een zustergroep van Xenacoelomorpha.  
Soms wordt ook wel het dialect 'termdieren' gebruikt voor de Nephrozoa.
Het geslacht 'Kimberella' is hoogstwaarschijnlijk al 555 miljoen jaar oud en ook lid van protostomata. De protostomata en deuterostomata moeten dus al enige tijd voordien gesplitst zijn voor de Kimberella ontstond. Men schat dat deze splitsing ongeveer 558 miljoen jaar geleden plaatsvond. Dit is dan ook de ouderdom van de eerst levend nephrozoa.

## Naamgeving
De naam 'Nephrozoa' is aan deze groep gegeven omdat hun voorouders nefridia (een soort uitscheidingsorgaan) produceerden.

## Taxonomie
Heel de taxonomische indeling van de groep Nephrozoa, onderverdeeld tot op de stammen.
- groep: Bilateria
  - stam: Xenacoelomorpha
  - groep: Nephrozoa
    - groep: Protostomata
      - superstam: Ecdysozoa
        - (Arthropoda, Onychophora, Tardigrada, Kinorhyncha, Priapulida, Loricifera, Nematoda en Nematomorpha)

      - groep: Spiralia
        - (Platyhelminthes, Gastrotricha, Rotifera, Acanthocephala, Gnathostomulida, Micrognathozoa, Cycliophora)

      - stam: Chaetognata
        - (Chaetognatha)

    - superstam: Deuterostomata
      - (Chordadieren, Stekelhuidigen en Kraagdragers)